# Blémerey, Vosges
Blémerey är en kommun i departementet Vosges i regionen Grand Est (tidigare regionen Lorraine) i nordöstra Frankrike. Kommunen ligger i kantonen Mirecourt som tillhör arrondissementet Neufchâteau. År 2022 hade Blémerey 30 invånare.

## Befolkningsutveckling
Antalet invånare i kommunen Blémerey
| Referens: INSEE |